# Abbaye Saint-Martin d'Épernay
Pour les articles homonymes, voir Abbaye Saint-Martin et Saint-Martin.
L'abbaye Saint-Martin d'Épernay est une ancienne abbaye augustinienne située à Épernay dans la Marne, détruite après la Révolution.

## Histoire

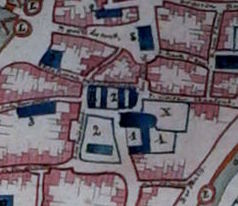
L'abbaye au centre ville avant 1779.

Une collégiale occupée par des chanoines séculiers, dédiée à saint Martin, est fondée par les comtes de Champagne ; détruite par un incendie en 1022, Eudes et sa femme Ermengarde d'Auvergne rebâtissent l'église en 1032 ; Guy ou Guido,  archevêque de Reims, l'approuve et confirme la charte de fondation en 1053, reconfirmée ensuite par Manassès en 1074. En 1127, Thibaut, comte de Champagne, suivant l'avis de saint Bernard, abbé de Clairvaux, remplace les religieux par des chanoines réguliers de saint Augustin. 
La direction de l'abbaye étant vacante, le roi Louis XII en pourvoit Denis Briçonnet, évêque de St-Malo, en 1512. Cette nomination soulève un procès de la part des moines du lieu, qui avaient eux-mêmes élu un religieux à leur tête. Un accord est trouvé et Denis Briçonnet prend possession de cette abbaye.
En 1544, une partie de l'abbaye est détruite lors de l'incendie de la ville ordonné par  François Ier pour retarder la marche de Charles Quint.

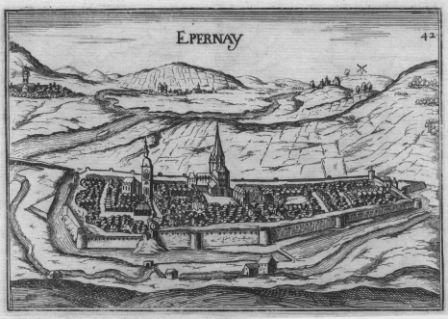
Le clocher de l'abbaye et la place sur une gravure ancienne.

En 1589, le capitaine huguenot François des Essarts, baron de Saultour, ennemi de la Ligue catholique, prend l'abbaye et place M. de Saint-Etienne comme gouverneur, qui s'empare du logis et du revenu de l'abbaye pendant deux ans. En 1592, Épernay tombe aux mains du baron de Rosne, puis est finalement repris par Henri IV le 9 août 1592, qui place à la tête de l'abbaye un gouverneur huguenot pendant quatre ans.  
Le 13 février 1790, l'Assemblée constituante prononce l'abolition des vœux monastiques et la suppression des congrégations religieuses. L'abbaye est fermée. Les moines quittent leur couvent vers la fin de l'année.

## Bâtiments

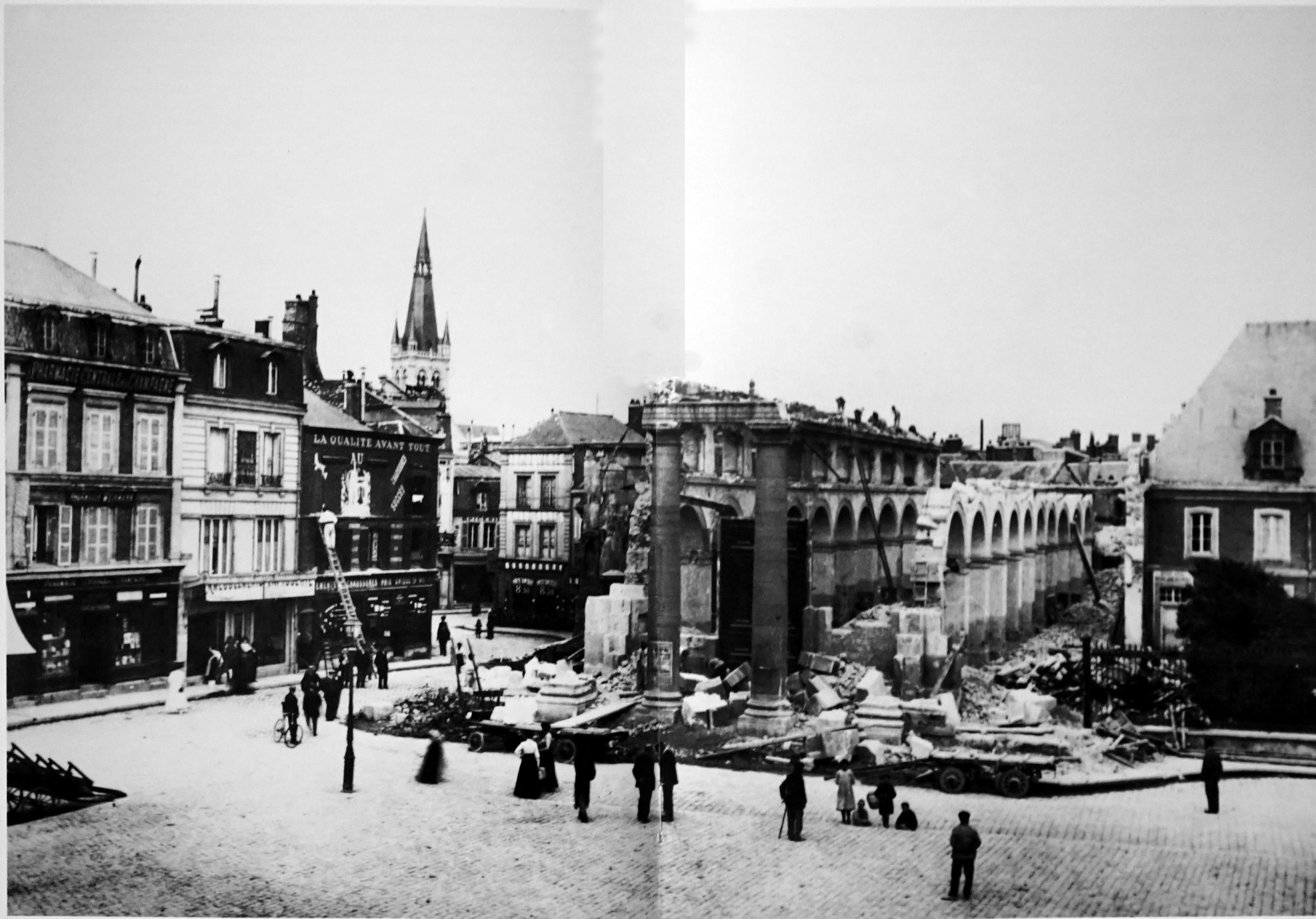
Démolition de l'église sur la place Hugues-Plomb.

L'abbé commendataire Denis Briçonnet fait rebâtir un chœur neuf en 1520 dans l'ancienne église paroissiale, première église Notre-Dame datant de 596 environ qui servait aussi aux chanoines. De par sa fonction abbatiale, elle est aussi nommée église Saint-Martin.  En 1540, date figurée sur le fronton, est construit le portail latéral de l'église, portail dit « Saint-Martin » car y figure une statue équestre de ce saint dans la niche du fronton, sculpté probablement par Pierre Jacques.
L'abbé commendataire François de Champgirault fait rebâtir la maison abbatiale dite maison de Saint-Martin ou grand logis. Après l'incendie de 1544, Philippe de Lenoncourt fait bâtir un palais abbatial. L'Huilier de Manonville continue la construction, achevée par Aymar Hennequin.

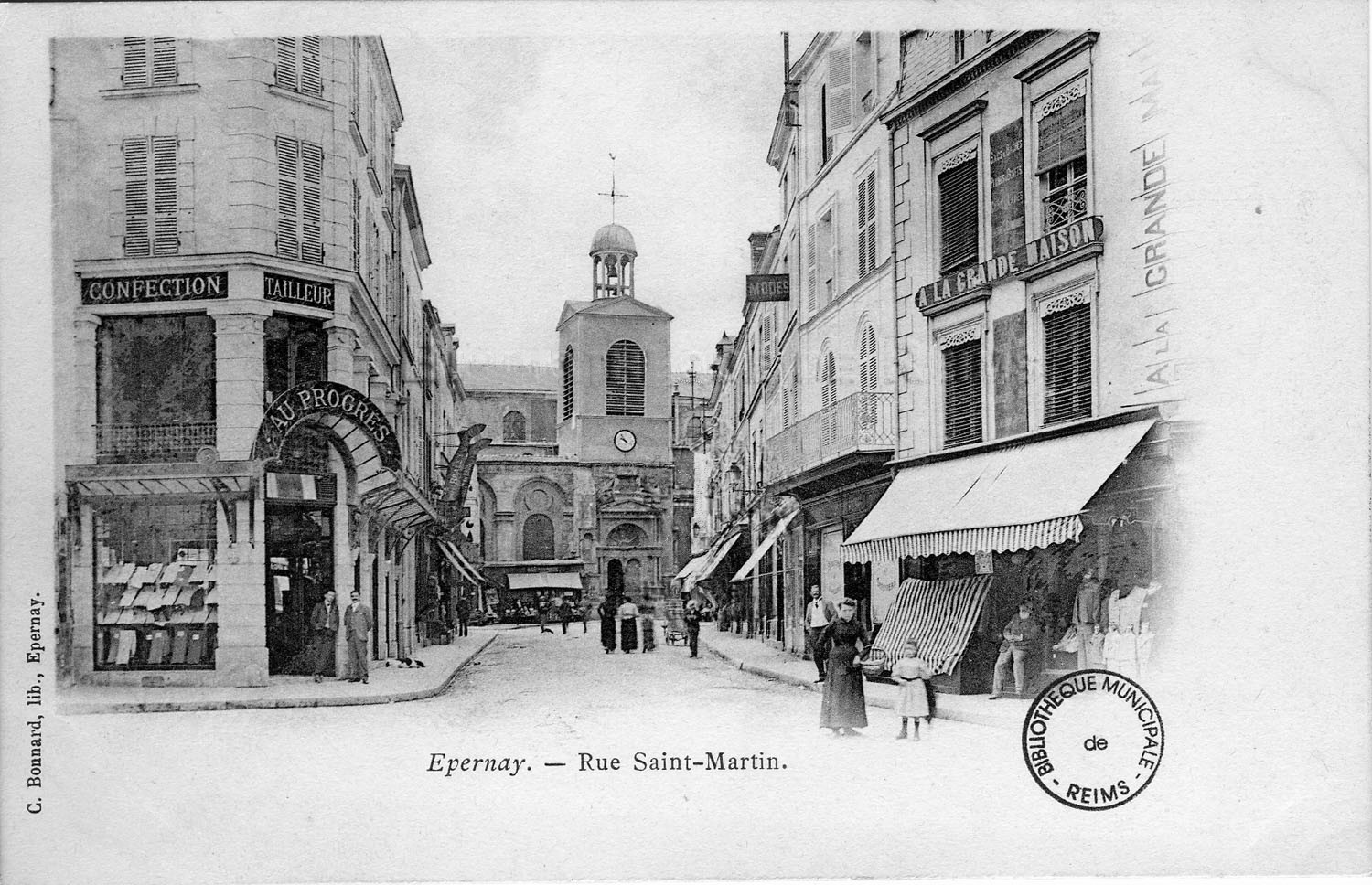
La nouvelle église du XIXe siècle.

Il y avait un hôtel-Dieu dans l'abbaye jusqu'en 1544.
En 1776, l'église est entièrement restaurée car elle était en très mauvais état. À la suite de la fermeture de l'abbaye en 1790, l'église devient une église paroissiale et est renommée église Notre-Dame. Dès 1820, à la suite de l'écroulement d'un morceau de la voûte du chœur, on se demande s'il faut restaurer entièrement le bâtiment ou en construire un nouveau. En 1824, une autre partie du chœur s'effondre. La décision est prise de construire une nouvelle église. Les travaux de démolition sont menés jusqu'en 1828.

## Abbés
D’après Auguste Nicaise.

### Abbés séculiers ou doyens
- 1032 : Thibault, premier abbé séculier ou doyen
- 1053 : Hérimard
- 1074 : Varin
- 1114-1127 : Valeran de Baudemant ou de Baudement, Walleran, Gualeran ou Galerand, grand maître d’hôtel de Thibaut le Grand, comte de Champagne, se fait moine à Clairvaux.

### Abbés réguliers
- 1128 : Foulques, premier abbé régulier, venant de Saint-Léon de Toul
- 1135 : Odo ou Ludes
- 1145 : Théodoric ou Thierry I
- 1166 : Pierre
- 1178 : Yves
- 1186 : Guido ou Guy I
- 1211 : Robert
- 1214 : Théodoric ou Thierry II
- 1220 : Hugo ou Hugues I
- 1224 : Jean I
- 1239 : Nicolas
- 1248 : Guido II
- 1259 : Jean II
- 1269 : Hugues II dit de Forfery
- 1302 : Jean de Hautvillers
- 1316 : Jean de Recy
- 1334 : Jean de Fismes
- 1346 : Richard de Guys
- 1369 : Gilles de Baconnes
- 1385 : Jacques de Condé
- ca 1410 : Jean Champion †1412
- ca 1421 : Jean Gobin de Vendresta
- 1441 : Gille Dommengin
- 1469 : Jean Richard
- 1473 : Georges Maalot
- 1491 : Pierre Gauthier
- 1506 : Désiré Piffle
- Avant 1512 : Jean d'Hanlatte (†1528) dernier régulier, choisit par les religieux de l'abbaye.

### Abbés commendataires
À partir du concordat de Bologne, commence la série des abbés commendataires et seigneurs temporels :
- 1512 :  Denis Briçonnet (†1535), archidiacre de Reims et d'Avignon, doyen de Tarascon, éveque de Lodève, de Toulon et de Saint-Malo, abbé de Saint-Martin d'Épernay et de Turpenay.
- François de Champgirault (†1538), vicaire général de Saint-Malo, chanoine de l'église de Reims.
- ~ 1550 : Philippe de Lenoncourt (1527-1592), cardinal
- ? : Jacob Lhuillier de Manonville dit de Boulencourt
- 1568 : Aimar Hennequin (1543-1596), évêque de Rennes

...
- 1596-1606 : Jean Le Roy, conseiller du roi au parlement de Paris, chanoine et archidiacre de Josas, abbé des abbayes de Saint-Martin d'Epernay et de Saint-Pierre-lez-Selincourt.
- 1606 : Charles de Gonzague
- 1629-1639 : François de Drac
- 1639 :  Claude Violart, prieur de Saint-Paterne
- 1645-1655 : Antoine Loisel
- 1674 : Valot
- 1709 : Henri-Augustin Le Pileur[5].
- 1725 : de Fortia

## Prieurs
Le prieur est le moine choisi par l'abbé pour le seconder : on parle alors de prieur claustral, ou de grand-vicaire, numéro deux d'une abbaye. Le prieur, depuis la mise en commende, est le véritable chef du monastère
- : Jean Rose
- avant 1512 :Jean Chanlatte
- 1537 : Jean Gautier
- 1566 : François Vautrin, prieur, peintre avait commencé a décorer le cloître de son couvent de peintures historiques[6].
- 1590 : Geoffroy Pierra
- 1610 : Georges Montgérard
- 1730 : Adrien de Hannivel
- 1731 : Nicolas de Brie
- 1745 : François Roger

## Prieurés
L'influence de l'abbaye s'étend sur les prieurés où elle envoie ses religieux et recueille les dîmes :
- Prieuré de Montfélix, a qui appartient les dîmes de Montfélix, Chavot, Monthelon, Courrigot, Conardins, Greslets, Moussy, Vinay, Vaudencourt,[7].
- Prieuré d'Igny-le-Jard

## Patrimoine foncier
Les premiers chanoines séculiers sont à la collation, droit de conférer un bénéfice ecclésiastique, des comtes de Champagne. En 1146, ils reçoivent en don la sixième partie des dîmes de Aulnay-aux-Planches, puis un don de la moitié des dîmes de Recy.

## Droit de patronage et dîmage

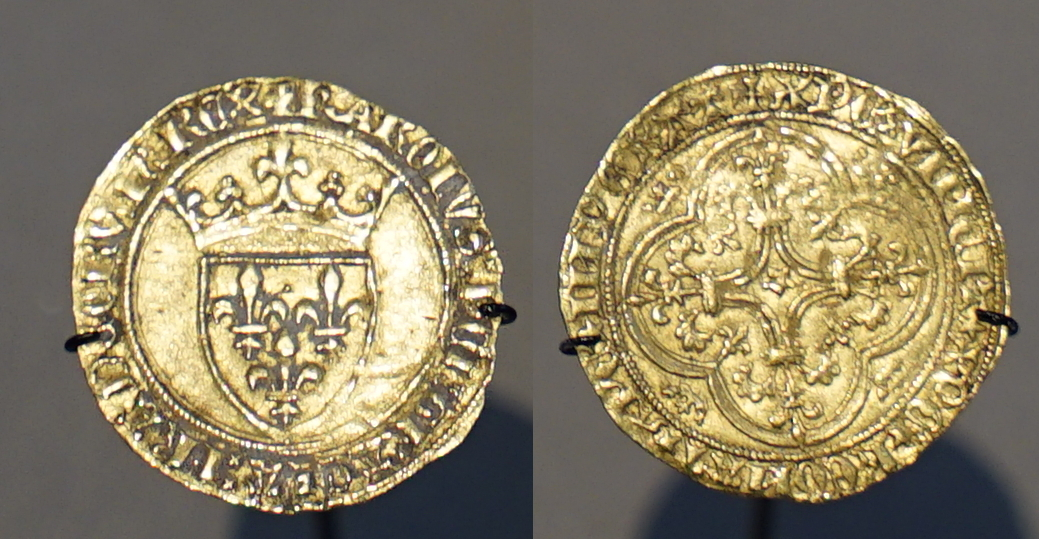
Trésor de Charles VI présenté au musée d'Epernay.

L'abbaye a le droit d'élire et de pourvoir aux cures des églises dont elle est patron, de prêtres qu'elle présente à l'ordination de l'évêque diocésain. C'est le droit de patronage, de présentation à l’évêque et de nomination d'un desservant aux églises ou cures (paroisses) où elle percevait les grosses dîmes : Brugny, Chamery, Écueil, Notre-Dame d'Épernay, Mardeuil, Villers-aux-Nœuds,

## Héraldique
| moderne | Les armes de Saint-Martin d'Épernay se blasonnent ainsi : « De gueules au rencontre de bœuf d'or. » « De gueules à la crosse d'or, accompagnée de deux "SM" du même. » | ancien |